# Steneurytion incisunguis
Steneurytion incisunguis är en mångfotingart som först beskrevs av Carl Graf Attems 1911.  Steneurytion incisunguis ingår i släktet Steneurytion och familjen storjordkrypare. Inga underarter finns listade i Catalogue of Life.